# Afrerameer
Het Afrerameer (ook wel Afderameer) is een zoutwatermeer in de Danakildepressie in de Afarregio van Ethiopië. Het water van het Afrerameer wordt aangevoerd door ondergrondse stromen.
Het meer is ook bekend als het Giuliettimeer, de naam die aan het meer gegeven werd door Raimondo Franchetti, naar de Italiaanse ontdekkingsreiziger Giuseppe Maria Giulietti, die aan de zuidwestkant van het meer vermoord was door plaatselijke Afars. Een andere naam voor het meer is het Egogimeer, de naam die die aan het meer gegeven werd door de Afargids van L.M. Nesbitt, wanneer de Italiaan als eerste Europeaan het meer zag in 1928.
Het enige eiland van het meer, Franchetti-eiland, vernoemd naar Raimondo Franchetti, wordt beschouwd als 's werelds laagst gelegen eiland.
Abayameer · Abbemeer · Abijattameer · Afrerameer · Albertmeer · Assalmeer · Awasameer · Bamendjingmeer · Bangweulumeer · Baringomeer · Basakameer · Bittermeren · Cahora Bassa · Chamomeer · Delcommunemeer · Edwardmeer · Fitrimeer · Georgemeer · Guiersmeer · Hajkmeer · Kabambameer · Kabelemeer · Kabwemeer · Karibameer · Kisalemeer · Kitshomponshimeer · Kivumeer · Kokameer · Kyogameer · Lac Rose · Langanomeer · Mai-Ndombemeer · Manantalimeer · Malawimeer · Manyekemeer · Mofwelagune · Mwerumeer · Mweru-Wantipameer · Naivashameer · Nakurumeer · Nassermeer ·   Nyosmeer · Nzilomeer · Shalameer · Tanameer · Tanganyikameer · Tele-meer · Toshkameren · Tshangalelemeer · Tsjaadmeer · Tumbameer · Turkanameer · Upembameer · Victoriameer · Voltameer · Walilupemeer · Zimbambomeer · Ziwaymeer